# Aphanomyces cochlioides
Aphanomyces cochlioides Drechsler – gatunek organizmów grzybopodobnych zaliczanych do lęgniowców.

## Systematyka i nazewnictwo
Pozycja w klasyfikacji według Index Fungorum: Aphanomyces, Leptolegniaceae, Saprolegniales, Saprolegniidae, Peronosporea, Incertae sedis, Oomycota, Chromista.
Gatunek opisany został przez Charlesa Franka Drechslera w 1929 r.

## Cykl życiowy
Aphanomyces cochlioides występuje powszechnie w glebie w postaci przetrwalnikowych, kulistych oospor o średnicy 16–24 μm. Mogą one przetrwać w glebie przez wiele lat. Po okresie spoczynkowym oospora może kiełkować i bezpośrednio zainfekować rośliny, częściej jednak wytwarza cylindryczne i podobne do strzępek zarodnie o długości 500–1500 μm. Powstają w nich pływki (zoospory). Mają fasolkowaty kształt i dwie wici; jedną krótką, drugą długą. Za ich pomocą pływają w wodzie glebowej pomiędzy grudkami gleby. Gdy pływki napotkają włośniki żywiciela tracą wici i kiełkują tworząc strzępkę infekcyjną, która przebija skórkę włośników lub korzeni i wnika do ich wnętrza, a powstające z niej strzępki grzybni kolonizują korzenie. Wewnątrz tkanek żywiciela tworzą się nowe zarodnie znów wytwarzające pływki. Dokonują one infekcji wtórnych rozprzestrzeniając chorobę. Gdy tkanki żywiciela już obumierają, powstają lęgnie i plemnie wytwarzające oospory.

## Znaczenie
Aphanomyces cochlioides to patogen roślin atakujący wiele gatunków roślin dziko żyjących i roślin uprawnych. Powoduje zgorzel siewek. Wśród roślin rolniczych atakuje szpinak warzywny i wszystkie odmiany buraka: boćwinę, buraka cukrowego, pastewnego i ćwikłowego. U buraków wywołuje chorobę o nazwie zgorzel siewek buraka.